# Amélia Rey Colaço
Pour les articles homonymes, voir Colaço.
Amélia Lafourcade Schmidt Rey Colaço de Robles Monteiro, née le 2 mars 1898 à Lisbonne et morte le 8 juillet 1990 dans la même ville, était l'une des principales actrices portugaises de la première moitié du XXe siècle ainsi qu'une imprésario de renom. 

## Biographie
Amélia Rey Colaço est la plus jeune de quatre sœurs. Elle est issue d'un milieu privilégié, multinational et versé dans les arts. Son père, Alexandre Rey Colaço, est né à Tanger en 1854, d'une mère portugaise et d'un père français. Il est orphelin dès son plus jeune âge. Il suit une formation de pianiste au Conservatoire royal de Madrid puis à Paris et Berlin, grâce au soutien du comte de Daupiás. En qualité de pianiste et compositeur, il devient professeur de musique du prince Luís Filipe du Portugal et de son frère, le futur roi Manuel II. La mère d'Amélia Rey Colaço, Alice Lafourcade Schmidt, est née au Chili d'une mère française et d'un père allemand. Elle grandit à Berlin avec sa mère et son beau-père, marchand d'instruments de musique. La mère d'Alice acquiert une certaine notoriété à Berlin, où elle tient un salon qui réunit des personnalités prometteuses du monde artistique. C'est dans ce salon qu'Alice fait la connaissance d'Alexandre Rey Colaço,,.
En décembre 1911, Amélia Rey Colaço se rend à Berlin avec sa sœur Maria dans le but d'étudier la musique. Le salon tenu par sa grand-mère constitue un environnement stimulant. Elle a l'occasion d'assister à des spectacles dirigés par Max Reinhardt au Deutsches Theater, ce qui ne serait pas étranger à son intérêt pour la scène. A son retour au Portugal, elle prend des cours de théâtre avec un ami de son père, l'acteur Augusto Rosa. En 1915, ses sœurs et elle se rendent à Madrid où elles se produisent devant le roi Alphonse XIII et sa cour. Elle se familiarise ainsi avec les performances publiques au plus haut niveau.
Sur recommandation d'Augusto Rosa, elle commence sa carrière d'actrice en 1917, au Teatro República, aujourd'hui théâtre São Luiz, à Lisbonne. Elle interprète le rôle  d'une jeune vagabonde dans la pièce Marinela, du romancier et dramaturge espagnol Benito Pérez Galdós. Pour s'imprégner de son rôle, elle s'était habituée à marcher pieds nus et à porter des haillons, dans le jardin de la demeure familiale. Sa performance, aux côtés de deux des acteurs portugais les plus connus, Palmira Bastos et Adelina Abranches, suscite l'enthousiasme de la plupart des journaux lisboètes. Elle tient l'affiche du théâtre São Luiz jusqu'en 1919, refusant des propositions de compagnies espagnoles. Elle est ensuite recrutée, pour la saison estivale, par le théâtre national D. Maria II. En 1920, elle épouse l'acteur et metteur en scène Felisberto Robles Monteiro. Le couple fonde sa propre compagnie de théâtre, sous le nom de Companhia Rey Colaço-Robles Monteiro. Celle-ci devait durer 53 ans, jouant principalement au Théâtre National dans le cadre d'une concession conclue en 1929. Outre ses représentations à Lisbonne, la compagnie effectue des tournées dans d'autres régions du pays, y compris dans les îles.    
La première pièce jouée par la nouvelle compagnie de théâtre est Zilda, du dramaturge Alfredo Cortez. Zilda, interprétée par Amélia Rey Colaço, est une fille qui se prostitue pour progresser dans la vie. Certains la considèrent comme le premier personnage moderne du théâtre portugais. Amélia Rey Colaço choisit un répertoire ambitieux, malgré la censure pratiquée par le gouvernement de l' Estado Novo. La compagnie se fait remarquer pour sa scénographie : elle fait appel à des artistes renommés pour la conception des décors tels l'architecte Raul Lino, le peintre et chorégraphe José de Almada Negreiros et le peintre Eduardo Malta. La compagnie engage certains des acteurs les plus célèbres de l'époque au Portugal, comme Palmira Bastos, Laura Alves et Vasco Santana . Elle fait découvrir une nouvelle génération d'acteurs et de metteurs en scène qu'elle a formés, tels que João Villaret, Maria Barroso, Ruy de Carvalho et Filipe La Féria.
Avec un répertoire alternant œuvres classiques et modernes, la compagnie ouvre les portes aux dramaturges portugais, présentant des œuvres de José Régio et Bernardo Santareno, entre autres. En même temps, elle fait découvrir au public portugais des dramaturges étrangers, tels que Jean Cocteau, Jean Anouilh, Federico García Lorca, Ramón del Valle-Inclán, Eugene O'Neill, Tennessee Williams, Arthur Miller, Pirandello, Max Frisch, Ionesco et Edouard Albee. Sa mission est cependant contrariée par l'État, dont la censure empêche constamment le développement de nouveaux projets et va jusqu'à interrompre des présentations. C'est en grande partie à la persévérance et au talent diplomatique d'Amelia Rey Colaco que la compagnie doit de pouvoir, malgré tout, jouer un vaste répertoire. Elle ne parvient cependant pas à obtenir des censeurs le droit de jouer Luís de Sttau Monteiro et Berthold Brecht.  
La mort de son mari en 1958 affecte durement Amelia Rey Colaço, tant sur le plan personnel que professionnel. À la suite de son époux, elle assume la responsabilité administrative de l'entreprise et commence à en partager la direction avec sa fille, Mariana. Son travail de comédienne passe au second plan. Les difficultés économiques que connaît la compagnie, en raison des conditions contractuelles imposées par le Théâtre National, entraînent plusieurs demandes de subventions gouvernementales. La situation de la compagnie est dramatiquement affectée par un incendie survenu au Théâtre National le 2 décembre 1964, lors d'une représentation de Macbeth. L'ensemble de ses actifs, y compris les décors, les costumes et les accessoires accumulés pendant 43 ans, sont détruits.  Malgré cela, Amelia Rey Colaço tente de poursuivre, louant le Teatro Avenida où elle présente O Mutim de Miguel Franco. La première a  lieu en présence du président de la République. La pièce est  interdite aussitôt après, alors que la censure l'avait autorisée. Les scènes d'interrogatoire pouvaient être associées aux pratiques de la dictature, ce qui rend paradoxale l'accusation de complicité avec le régime portée contre Amelia.
Alors qu’Amélia Rey Colaço s'efforce de poursuivre l'aventure, le Teatro Avenida brûle à son tour en 1967. Elle loue un autre théâtre et fait sa dernière apparition en tant qu'actrice en 1973. Au début de 1974, sa compagnie retourne au Teatro São Luiz, où elle avait débuté. Le 25 avril 1974, la révolution des Œillets met fin au régime autoritaire Estado Novo. L'accusation d'avoir été au service de ce régime conduit Amelia Rey Colaço à mettre un terme aux activités de la compagnie.

## Télévision
Elle fait sa réapparition en 1982, dans une série télévisée intitulée Gente fina é outra coisa. Par la suite, elle s'emploie à aider le Musée national du théâtre à améliorer ses expositions. Elle tient son dernier rôle à l'âge de 87 ans, pour la télévision. 
Amélia Rey Colaço meurt le 8 juillet 1990 à Lisbonne.  